# 太田洪量
太田 洪量（おおた ひろかず、おおた こうりょう、1944年〈昭和19年〉 - ）は、日本の宗教家、政治活動家、日韓古代史研究家。全国大学連合原理研究会（J-CARP）の初代会長を務めた。国際勝共連合会長、世界平和連合会長、世界日報社取締役などを歴任。世界平和統一家庭連合（旧統一教会）の「777双」の一人。

## 経歴
東京都に生まれる。直後に熊本県に疎開。熊本県立熊本高等学校卒業。1963年、京都大学工学部原子核工学科に入学。在学中は片山泰久教授に師事した。当初は日本共産党系の日本民主青年同盟（民青）で活動し、のちに反共主義に転向した。
統一教会（現・世界平和統一家庭連合）の教理「統一原理」を研究する団体である全国大学連合原理研究会（J-CARP）が発足。太田は初代会長に就任した。教団創始者の文鮮明から「共産主義と徹底して戦ってほしい」と言われた太田は東京大学の原理研究会のメンバーたちととともに「勝共理論」を勉強し、東大駒場キャンパスで民青に対し理論闘争を行った。 
1970年10月21日、統一教会の合同結婚式「777双祝福式」が韓国で開催。太田も参加し、郁惠という名の女性と結婚した。
1986年より日韓古代史の研究を始め、2015年に著書『恨を解く』を発行した。
2007年4月1日、統一教会のパラグアイのアスンシオン支部の責任者と土地管理会社「ビクトリア」社長を兼任していた太田は、日本人秘書、パラグアイ人の関係者2人とともに現地で誘拐された。同月10日、日本人秘書が解放され、同月20日、身代金140万ドル（約1700万円）と引き換えに太田と関係者2人が解放された。
2012年10月28日、「777双祝福42周年記念祝賀会および777家庭会総会」が千葉県浦安市で開催され、太田は777家庭会の議長に選出された。
2013年3月25日、統一教会の関連団体の国際勝共連合と世界平和連合の「新春のつどい」が都内で開催。あわせて、太田の国際勝共連合会長就任式も行われた。同年、太田は世界平和連合会長にも就任した。
同年6月30日、安倍晋三首相は自民党本部の総裁応接室で、太田、日本統一教会会長の徳野英治、全国祝福家庭総連合会総会長の宋龍天と面談した。面談には、萩生田光一、安倍の実弟の岸信夫、国際勝共連合副会長の渡邊芳雄、同団体幹部が同席した。安倍は、4日後に公示を控えた参院選に比例区から立候補する北村経夫の当落予想について徳野、太田らと協議し、徳野に北村の支援を直接依頼した。出席者のあいだで、教団側が全国組織を生かして北村の票の積み上げをすることが確認された。7月1日に日本経済新聞が配信した「30日の首相動静」には「13時9分 萩生田副幹事長、岸信夫衆院議員」とあるのみだった。2024年9月17日付の朝日新聞が安倍ら8人が並んだ記念写真を公表するまで、教団トップの徳野、宋、太田がその場にいたことは伏せられていた。7月21日投開票。北村は知名度も低く「当選には程遠い」と言われていたが、自民党が比例代表で獲得した18議席中、15位で初当選した。
2017年4月13日、国際勝共連合の大学生団体「勝共UNITE」は「外交・安全保障」「共産主義」「憲法改正」の3つのトピックの講義動画を公式YouTubeチャンネルで配信。太田はそのうちの共産主義の講義を受け持った。太田は韓鶴子の宣託を守り、「反日、韓国支持」を頑固に貫いたが、他の国際勝共連合メンバーから「それでは日本の政治家に嫌われる」と反感を持たれたといわれる。
同年、太田は国際勝共連合会長と世界平和連合会長を退任。また、徳野英治が統一教会の関連団体のUPFジャパン（天宙平和連合の日本支部）議長を退任。後任には、梶栗玄太郎の長男の梶栗正義が3団体のそれぞれの役職に就任した。

## 著書
- 恨を解く 古代史から紐解く日韓関係（2015年9月、アートヴィレッジ）
- 新・恨を解く 日本書紀から幕末まで（2020年6月、アートヴィレッジ）